# Bob Telson
Robert Eria Telson (nacido el 14 de mayo de 1949) es un compositor y pianista estadounidense conocido por su trabajo en teatro musical y cine, por el que ha recibido nominaciones a los premios Tony, Pulitzer y a los Premios Óscar.

## Biografía
nació en Cannes, Francia, en 1949. Creció en Brooklyn, Nueva York, hijo de Paula (Blackman) y David Telson. Comenzó a estudiar piano cuando tenía cinco años. A los nueve ya había interpretado una pieza de Mozart en la televisión y dado un concierto de sus propias composiciones. A los 14, escribió 72 canciones de amor para su primera novia, Margie. A los 16 y 17 años estudia órgano, contrapunto y armonía en Francia con la profesora Nadia Boulanger. Siguió esto con una licenciatura en música de la Universidad de Harvard en 1970. Telson también tocaba el órgano y compuso canciones originales para una banda de rock llamada The Bristols, mientras era estudiante de secundaria en Poly Prep en Brooklyn. Varios de estos fueron grabados en Decca Studios pero nunca lanzados. En Harvard, formó otro grupo llamado Groundspeed, que lo llevó de regreso a Decca Studios en 1967 para grabar una grabación de demostración de sus canciones "L-12 East" e "In a Dream" con el productor Dick Jacobs. Este fue lanzado por el sello en 1968. Después de la desaparición de Groundspeed, Telson formó la banda Revolutionary Music Collective, que incluía a la entonces desconocida cantante Bonnie Raitt en la voz principal.
Después de graduarse de Harvard, el primer trabajo profesional de Telson fue como miembro del Philip Glass Ensemble de 1972 a 1974. Luego comenzó su inmersión en la música étnica mundial, como pianista de los directores de orquesta de salsa Tito Puente y Machito. Entonces era organista del grupo de gospel Five Blind Boys of Alabama, para quienes también compuso, arregló y produjo. En colaboración con el director/escritor Lee Breuer, en 1983 compuso el musical The Gospel at Colonus, una adaptación del cuento de Edipo de Sófocles, con Morgan Freeman, los Five Blind Boys y Soul Stirrers. La revista Newsweek lo llamó: "Las mejores capturas de la esencia de la música negra del hombre blanco desde Porgy and Bess de Gershwin".
Como compositor, Telson recibió una nominación al Premio de la Academia por su canción "Calling You" de la película Bagdad Café, así como nominaciones a los premios Pulitzer, Grammy y Tony por sus musicales de Broadway, The Gospel at Colonus y Crónica de una muerte anunciada, adaptación de la novela de Gabriel García Márquez.
Telson ha compuesto bandas sonoras para películas estadounidenses, francesas, alemanas y argentinas (incluidas cinco para Percy Adlon), así como una partitura de ballet para Twyla Tharp ("Sextet"). Sus canciones han sido grabadas por muchos artistas internacionales, como Barbra Streisand, Natalie Cole, George Benson, Joe Cocker, Celine Dion, Wynton Marsalis, K. D. Lang, Shawn Colvin, Caetano Veloso, Gal Costa, Etta James, Jeff Buckley y George Michael.
Según The New York Times: "El Sr. Telson tiene un talento notable para relacionarse con músicos de diversas culturas musicales y para escribir música conmovedora y dramática en idiomas no europeos occidentales". También describieron su música como "un compendio de estilos de músicas del mundo brillantemente reinventados, embellecidos y, a veces, superpuestos por el Sr. Telson, un compositor y multiinstrumentista estadounidense de formación clásica".

## Teatro Musical
- Sister Suzie Cinema – premiere: 1980 NY Public Theater / collaboration with Lee Breuer
- The Gospel at Colonus – 1983 Brooklyn Academy of Music / collaboration with Lee Breuer/ 1988 Broadway, still touring internationally
- The Warrior Ant – 1988 Brooklyn Academy of Music/ collaboration with Lee Breuer
- Chronicle of a Death Foretold – 1995 Broadway/ produced by Lincoln Center
- Bagdad Cafe the Musical: toured in Europe 2004-6/ collaboration with Percy Adlon and Lee Breuer

## Discografía
- The Gospel at Colonus (original cast recording) (Nonesuch, 1988)
- Bagdad Cafe (soundtrack) (Island Records, 1989)
- Calling You (Warner Bros., 1992)
- An Ant Alone - Songs from the Warrior Ant (Little Village) (Rykodisk, 1991)
- La Vida Según Muriel (soundtrack) (Polygram, 1997)
- Trip (Isabel de Sebastian & Bob Telson) (Acqua, 2008)
- Old LP (Acqua (2012), Naxos (2012))
- American Dreamers (CD Baby, 2016)
- Defying the Distances (2019)

## Premios y distinciones
Premios Óscar
| Año  | Categoría              | Canción       | Película    | Resultado |
| ---- | ---------------------- | ------------- | ----------- | --------- |
| 1989 | Mejor canción original | «Calling You» | Bagdad Café | Nominado  |